# Deliberatív demokrácia
Deliberatív demokrácia vagy diskurzív demokrácia a demokrácia egyik fajtája, ahol a döntéshozatalban központi szerepe van a nyilvános vitáknak. A konszenzusos döntéshozatalból és a többségi elvből is alkalmaz elemeket. Különbözik a hagyományos demokrácia elméletektől, hogy hiteles mérlegelés és nem a puszta szavazás, az elsődleges forrása a törvény legitimitásának.
Deliberatív demokrácia kompatibilis a képviseleti demokráciával és a közvetlen demokráciával is. Néhány gyakorlati és elméleti szakember arra használja a kifejezést, hogy olyan képviseleti szerveket jelöljön vele aminek a tagjai hitelesen mérlegelnek a normaalkotás során egyenlőtlen erőmegosztás nélkül, míg mások a kifejezést kizárólag olyan döntéshozatal jelölésére használják, ami laikus állampolgárok által történik, akár a közvetlen demokráciában.
A "deliberatív demokrácia" kifejezést Joseph M. Bessette alkotta meg az 1980-as " Deliberative Democracy: The Majority Principle in Republican Government." című munkájában.

## Áttekintés
Deliberatív demokrácia szerint, hogy egy demokratikus döntés legitim legyen, meg kell, hogy előzze egy hiteles tanácskozás, nem csupán a szavazás során felmerülő preferenciák összesítése. Az autentikus deliberalizáció a döntéshozók közötti tanácskozás, amely mentes az egyenlőtlen politikai hatalom okozta torzulásoktól, mint a gazdasági jólét, illetve a lobbi. Ha a döntéshozók nem tudnak konszenzusra jutni a javaslat felett, többségi elv alapján szavaznak.
Deliberatív demokrácia gyakorolható mind a képviseleti demokráciákban és a közvetlen demokrácia esetében. Az elitista deliberatív demokráciában, az elveket elit társadalmi döntéshozó szervek, mint például a törvényhozás és a bíróságok alkalmazzák. A populista formában, laikus állampolgárok jogosultak döntéseket hozni ezen elvek alapján. 
Egyik célja a populista deliberatív demokráciának az lehet, hogy a tanácskozás során egy hiteles közösségi álláspontra jussanak szociális kérdésekben, de ennek nincs kötőereje. Másik célja lehet, hogy egyfajta közvetlen demokráciaként szolgáljon, ahol a laikusok közötti tanácskozás eredménye egyfajta "közakarat", ami kötelező erejű. Ha a politikai döntéseket  tanácskozás során, de nem az emberek saját maguk, vagy választott képviselőik hozzák, akkor nincs demokratikus elem; ezt a tanácskozó folyamatot nevezik elit deliberációnak.

## Jellemzői

### Fishkin deliberatív modellje
Professzor James Fishkin, aki különböző országokban vett rész a deliberatív demokrácia megvalósításában az elmúlt 15 évben öt lényeges elemet határoz meg:
- Információ: minden résztvevő számára elérhető, pontos és releváns.
- Érdemi egyensúly: különböző pozíciók összehasonlítása  hasznosság alapján.
- Sokféleség: Minden nagyobb pozíció ami a kérdés szempontjából jelentős a nyilvánosság által értékelt.
- A lelkiismeretesség : A résztvevők őszintén mérlegelnek minden érvet .
- Egyenlő megfontolás: a nézőpontos mérlegelése bizonyítékok alapján történik, nem attól függően, hogy ki támogatja.

A Fishkin definíciója szerint, laikus polgárok részt kell vegyenek a döntéshozatali folyamatban és ez a közvetlen demokrácia altípusává teszi.

## Fordítás
Ez a szócikk részben vagy egészben  a   Deliberative democracy című angol Wikipédia-szócikk fordításán alapul.  Az eredeti cikk szerkesztőit annak laptörténete sorolja fel. Ez a jelzés csupán a megfogalmazás eredetét és a szerzői jogokat jelzi, nem szolgál a cikkben szereplő információk forrásmegjelöléseként.